# Johannes Peter Müller
Johannes Peter Müller (n. 14 iulie 1801, Koblenz, Franța – d. 28 aprilie 1858, Berlin, Regatul Prusiei) a fost fiziolog, ihtiolog german și specialist în anatomie comparată. Este cunoscut nu numai pentru descoperirile sale, dar și pentru abilitatea de a sistematiza cunoștințele.

## Biografie
După absolvirea medicinei la Universitatea din Bonn în 1822 lucrează la Bonn ca patolog până în 1833, apoi se mută la Universitatea din Berlin ca profesor de anatomie și fiziologie, unde avea să rămână până la sfârșitul vieții.

## Opera

### Contribuții
Cele mai multe contribuții medicale le-a adus în domeniul neurofiziologiei. Astfel, în 1831, confirmă în mod clar legea lui Charles Bell și François Magendie, prin care se realizează distincția dintre nervii motori și cei senzitivi. Pentru aceasta, a efectuat experiențe pe broaște și câini. Secționând rădăcina posterioară a nervilor membrelor care conduceau la măduva spinării, a observat că membrele respective își pierd sensibilitatea, dar nu rămân paralizate.
O altă temă de cercetare a lui Müller se referă la nervul trigeminal, acea grupare nervoasă responsabilă atât cu senzațiile faciale, dar și cu anumite acțiuni ca mestecarea, înghițirea.
În 1826, Müller formulează legea energiilor nervoase specifice, conform căreia nervii nu sunt simpli conductori pasivi, dar au, fiecare, anumite funcțiuni specifice. De exemplu, nervii vizuali deși au ca principală calitate proprietatea de a transmite senzații luminoase, atunci când sunt stimulați electric, prin presiune sau prin lumină puternică, pot genera ca rezultat un alt tip de experiență vizuală.
Un alt domeniu al preocupărilor sale l-a constituit embriologia, descoperind ceea ce ulterior va fi cunoscut ca ductul Müller, canal situat în oviductul femelei la vertebrate, prezent la mascul doar în formă vestigială.

### Importanța operei sale
Printre celebri săi discipoli putem enumera celebrii fiziologi:
- Hermann von Helmholtz (1821-1894);
- Emil du Bois-Reymond (1818-1896);
- Theodor Schwann (1810-1882);
- Jacob Henle (1809-1885);
- Carl Ludwig (1816-1895).

Ca apreciere a operei sale, în 1854 i s-a decernat Medalia Copley.